# Muskatwein
Der Begriff Muskatwein ist ein Oberbegriff für eine bestimmte Gruppe von Weinen, die ein Bouquet nach Muskat haben. Die meisten von ihnen gehören zur Gruppe der Bukettweine, die ein eigenes Aroma haben, das unabhängig von der Herkunft immer gleich ist. Dazu gehören unter den Weißweinsorten
- der Muskateller, eine uralte, in Deutschland nur selten angebaute Rebsorte mit relativ starker Säure, die zu den besten Bukettsorten gehört,
- der Gelbe Muskateller und seine Mutation, der Rote Muskateller,
- der Muskat-Ottonel, eine Abart des Muskatellers,
- der Phoenix sowie
- der Morio-Muskat, eine Neuzüchtung mit gutem Renommée.

Auch dem Müller-Thurgau wird ein – leichter – Muskatton nachgesagt. Er gehört jedoch nicht zu den Bukett-, sondern zu den Neutralsorten, die keinen durchdringenden Eigengeschmack haben, sondern eher das Aroma ihres Standortes, des Terroirs, widerspiegeln. 
Unter den Rotweinsorten sind Bukettsorten so gut wie nicht vertreten. Eine Ausnahme bildet hier der hauptsächlich in Italien angebaute Aleatico. In Deutschland gibt es allenfalls den Muskat-Trollinger, eine Spielart des schwäbischen Trollingers, sowie den Wildmuskat, eine neue Rebsorte, die allein auf dem Weingut Amalienhof in Beilstein (bei Heilbronn) angebaut wird. Diese Sorte ist aus einer wilden Bestäubung des Lembergers entstanden und wurde daher auch Muskat-Lemberger genannt.
Auch einige Tafeltrauben, wie zum Beispiel der Muscat Bleu, besitzen einen schmeckbaren Muskatton.